# Sun Zhengcai
Sun Zhengcai (孙政才; Sūn Zhèngcái) född i september 1963 i Rongcheng i Shandong, är en före detta kinesisk politiker på ledande nivå som ansågs tillhöra den "sjätte generationen" ledare i Kinas kommunistiska parti.
Sun gick med i Kinas kommunistiska parti 1988. Han har en examen i agronomi och har haft en rad partiposter i Peking. 2006 efterträdde han Du Qinglin på posten som jordbruksminister i Folkrepubliken Kinas statsråd och i november 2009 blev han utnämnd till partisekreterare i Jilin, och 2012 blev han partisekreterare i Chongqing. Han är en av de yngsta partisekreterarna i Kina någonsin. På partiets 18:e kongress 2012 blev han invald i politbyrån. Suns närmaste företrädare på posten i Chongqing var den kontroversielle Bo Xilai och senast Zhang Dejiang som på den 18:e partikongressen invaldes i Politbyråns ständiga utskott.
2017 sparkades Sun som partichef i Chongqing och uteslöts ur kommunistpartiet för att ha brutit mot partidisciplinen. 2018 dömdes han till livstids fängelse för korruption.